# Matilla (Chile)
Matilla es una localidad de la región de Tarapacá perteneciente a la comuna de Pica. Tiene una población de 380 habitantes. Se encuentra a 58 km de Pozo Almonte y a 4 km de Pica a 1.160 m s. n. m.
Matilla se ubica junto a la quebrada del Valle de Quisma, en el margen oriental de la pampa del Tamarugal, a 4 kilómetros al suroeste de Pica y a 115 kilómetros al sureste de Iquique.

## Historia
Es un antiguo y próspero oasis, cuyo poblado data de 1760, año en que destacadas familias de Pica se radicaron aquí. Su principal producto fue el vino, elaborado a partir de los importantes cultivos del Valle de Quisma.
Las aguas del estero aledaño han permitido la existencia de un verdadero oasis, lo que posibilitó el poblamiento del lugar y el cultivo de diversos productos, en particular de la vid, desde comienzos del siglo XVIII, para ser llevados a los principales centros del Virreinato del Perú.
Sin embargo, desde 1912, la desviación del agua desde la quebrada hacia Iquique ha agudizado la escasez de líquido en el poblado y los cultivos locales. Los edificios de interés de Matilla han sido refaccionados, principalmente gracias al esfuerzo de los vecinos.Hoy en día en Matilla la mayoría de los pobladores son Bolivianos Nacionalizados ya que la falta de trabajo y oportunidades al otro lado de la frontera ha traído muchos inmigrantes, en el pueblo de Matilla según una encuesta comunitaria solo el 8% son chilenos.

## Demografía
La localidad, según el censo de 2017, posee una población de 380 habitantes, de los cuales 181 son hombres y 199 son mujeres. Para 2005 la población total era de 361 habitantes.

## Lugares de interés

### Iglesia de Matilla
El origen de la iglesia de San Antonio de Padua se remonta a 1721, de la cual se conserva solo el campanario. La edificación actual, que reemplazó a la original destruida por el terremoto de 1877, fue construida en 1887 con la técnica de tabiquería de cañas y revocada con cal y tiza. Característica de la construcción es la bóveda de cañón corrido que la cubre. La fachada es de estilo neoclásico, y hace uso del arco de medio punto en el vano del acceso y en las dos ventanas laterales, mientras que el nivel superior es coronado por un frontón triangular. El sólido campanario, que fue parte del templo original, se erige separado del cuerpo de la iglesia, como ocurre en muchas de las iglesias coloniales de Tarapacá. Tiene capacidad para contener ocho campanas. De planta cuadrada y dos cuerpos, fue construido con bloques pequeños de cal, tiza y bórax.
Cada 13 de junio, la iglesia de Matilla recibe a una gran cantidad de devotos para celebrar la fiesta de San Antonio, razón por la que el templo mantiene hasta hoy su relevancia como centro cultural de la región de Tarapacá. Debió ser restaurada tras sufrir importantes daños con el terremoto de 2005, bajo un proyecto gestionado por la Corporación Patrimonio Cultural de Chile y con el aporte de la minera Doña Inés de Collahuasi.
La iglesia y el campanario del pueblo de Matilla fueron declarados Monumento Histórico el 6 de julio de 1951.

### Lagar de Matilla

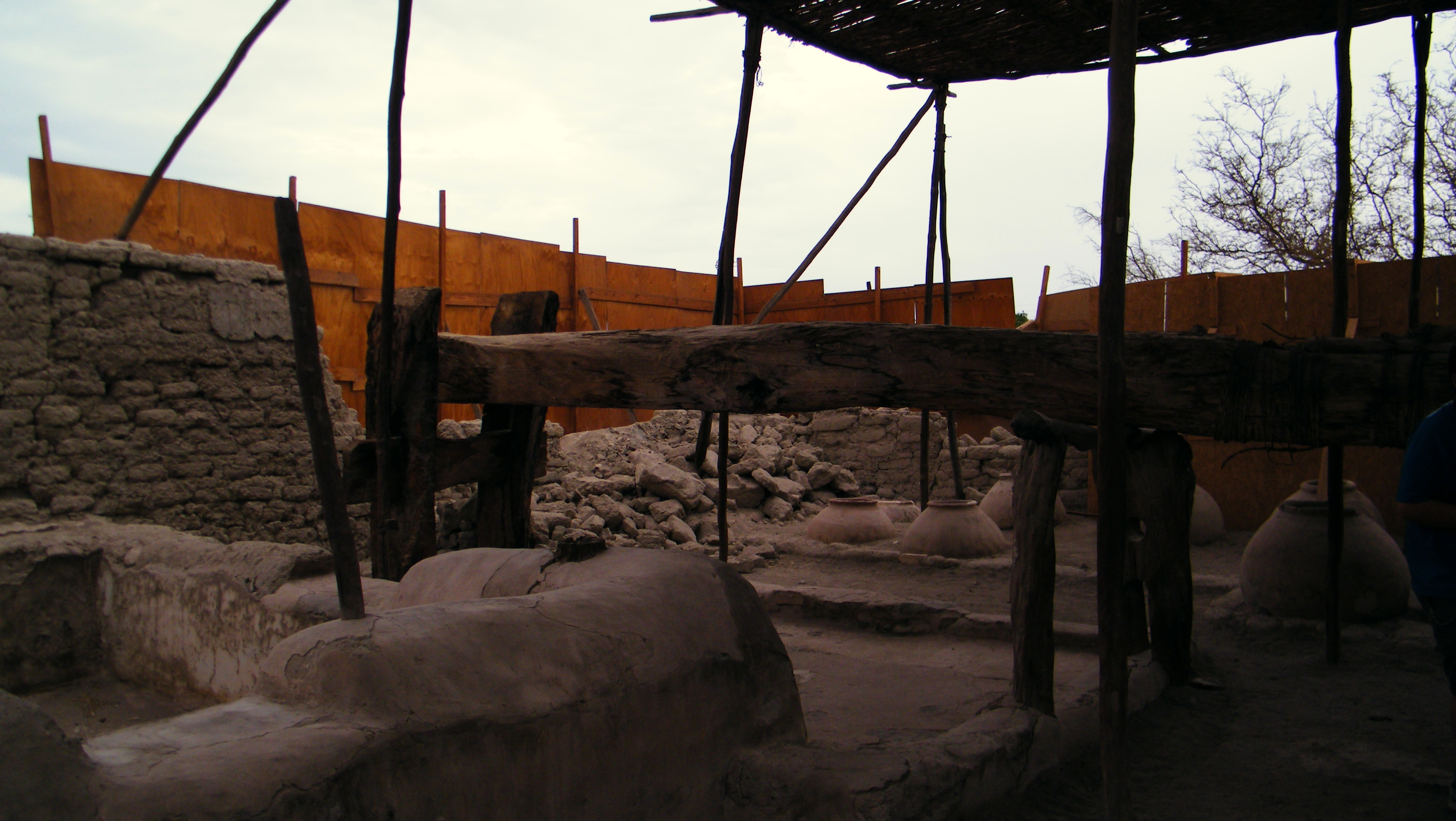
Lagar de Matilla.

El Lagar de Matilla o Lagar de Medina Hermanos fue un inmueble utilizado para prensar uvas en la producción vitivinícola del oasis de Matilla, principal actividad económica de la zona durante el siglo XVIII. La estructura consiste en una planta cuadrada con muros de adobe, dotado de una prensa con un grueso tronco de algarrobo que, accionado por un cabestrante, efectuaba un movimiento de báscula. El licor obtenido se guardaba en tinajas de greda que también se conservan en el lugar. Las tinajas eran enterradas parcialmente, con el objetivo de que el vino mantuviera una temperatura uniforme. Estas se abrían anualmente los 13 de junio durante la fiesta de San Antonio de Pudua.
Dejó de funcionar en 1937, cuando se realizó la última vendimia. Con el paso del tiempo sufrió un constante deterioro hasta 1968 cuando fue restaurado por parte de la Universidad de Chile. En 1977 fue declarado Monumento Histórico Nacional, al ser uno de los pocos testimonios materiales de la actividad vitivinícola de Atacama. En 2005 sufriría el colapso parcial de sus muros de adobe debido al terremoto de Tarapacá, siendo restaurado por parte de la municipalidad de Pica 7 años después.